# カイル・クビッツァ
カイル・アンドリュー・クビッツァ（Kyle Andrew Kubitza, 1990年7月15日 - ）は、アメリカ合衆国テキサス州タラント郡アーリントン出身の元プロ野球選手（内野手）。右投左打。
実弟は同じくプロ野球選手のオースティン・クビッツァ。

## 経歴

### プロ入りとブレーブス傘下時代
2011年のMLBドラフト3巡目（全体115位）でアトランタ・ブレーブスから指名され、6月10日に契約。この年は傘下のアパラチアンリーグのルーキー級ダンビル・ブレーブスで44試合に出場し、打率.321・1本塁打・34打点・9盗塁だった。
2012年はA級ローム・ブレーブスで128試合に出場し、打率.239・9本塁打・59打点・18盗塁だった。
2013年はA+級リンチバーグ・ヒルキャッツで132試合に出場し、打率.260・12本塁打・57打点・8盗塁だった。オフの10月2日にブレーブス傘下のオールスターチームに三塁手として選出された。
2014年はAA級ミシシッピ・ブレーブスで132試合に出場し、打率.295・8本塁打・55打点・22盗塁だった。オフの11月19日にブレーブスとメジャー契約を結び、40人枠入りした。12月2日には2年連続でブレーブス傘下のオールスターチームに選出された。

### エンゼルス時代
2015年1月8日にリカルド・サンチェスとのトレードで、ネイト・ハイアットと共にロサンゼルス・エンゼルス・オブ・アナハイムへ移籍した。開幕は傘下のAAA級ソルトレイク・ビーズで迎え、6月10日にメジャー初昇格を果たした。同日のタンパベイ・レイズ戦でメジャーデビューし、初安打も放った。最終的には19試合に出場し、打率.194・1打点・OPS0.451という成績を記録した。守備では三塁手での出場が中心となり、13試合で守って2失策を犯したが、DRSは平均値の0だった。
2016年6月13日にDFAとなった。

### レンジャーズ傘下時代
2016年6月21日にウェーバーでテキサス・レンジャーズへ移籍し、傘下のAAA級ラウンドロック・エクスプレスへ配属された。8月10日にDFAとなった。

### ブレーブス復帰
2016年8月12日にウェーバーでブレーブスへ移籍した。移籍後は傘下のAAA級グウィネット・ブレーブスでプレーしていたが、9月2日に40人枠外となった。

## 詳細情報

### 年度別打撃成績
| 年 度     | 球 団     | 試 合 | 打 席 | 打 数 | 得 点 | 安 打 | 二 塁 打 | 三 塁 打 | 本 塁 打 | 塁 打 | 打 点 | 盗 塁 | 盗 塁 死 | 犠 打 | 犠 飛 | 四 球 | 敬 遠 | 死 球 | 三 振 | 併 殺 打 | 打 率 | 出 塁 率 | 長 打 率 | O P S |
| --------- | --------- | ----- | ----- | ----- | ----- | ----- | -------- | -------- | -------- | ----- | ----- | ----- | -------- | ----- | ----- | ----- | ----- | ----- | ----- | -------- | ----- | -------- | -------- | ----- |
| 2015      | LAA       | 19    | 39    | 36    | 6     | 7     | 0        | 0        | 0        | 7     | 1     | 0     | 0        | 0     | 0     | 3     | 0     | 0     | 15    | 2        | .194  | .256     | .194     | .450  |
| 通算：1年 | 通算：1年 | 19    | 39    | 36    | 6     | 7     | 0        | 0        | 0        | 7     | 1     | 0     | 0        | 0     | 0     | 3     | 0     | 0     | 15    | 2        | .194  | .256     | .194     | .450  |

### 背番号
- 18 (2015年 - 同年途中)
- 13 (2015年途中 - 同年終了)